# Fidenza
Fidenza är en ort och kommun i provinsen Parma i regionen Emilia-Romagna i Italien. Kommunen hade 27 041 invånare (2018).